# Балканський кубок 1935 (збірні)
Балканський кубок 1935 — шостий розіграш Балканського кубка, футбольного турніру для національних збірних. У змаганнях брали участь збірні Югославії, Греції, Болгарії та Румунії. Господарем турніру була Болгарія. Югославія і Болгарія завершили турнір з однаковою кількістю очок і різницею голів. Переможцем змагань була оголошена команда Югославії завдяки кращому відношенню забитих голів до пропущених. Найкращим бомбардиром змагань став болгарин Любомир Ангелов, що забив 6 голів. Болгарія подала протест через матч Югославія — Румунія, який був призупинений через грозу на 78-й хвилині матчу, а його рахунок на той момент (2:0 на користь Югославії) був визнаний як остаточний. На думку болгарської сторони, якби матч був дограний, підсумкові результати команд могли мати інші показники. Після річної процедури протест було відхилено, а Югославія залишилась переможцем. 

## Final table
| Поз | Команда   | І | В | Н | П | ГЗ | ГП | ГС    | О |
| --- | --------- | - | - | - | - | -- | -- | ----- | - |
| 1   | Югославія | 3 | 2 | 1 | 0 | 11 | 4  | 2,750 | 5 |
| 2   | Болгарія  | 3 | 2 | 1 | 0 | 12 | 5  | 2,400 | 5 |
| 3   | Греція    | 3 | 0 | 1 | 2 | 5  | 13 | 0,385 | 1 |
| 4   | Румунія   | 3 | 0 | 1 | 2 | 2  | 8  | 0,250 | 1 |

## Matches
| 16 червня 1935 |

| Болгарія                                    | 5 — 2    | Греція         |
| ------------------------------------------- | -------- | -------------- |
| Пешев 23' Ангелов 26', 28', 63' Лозанов 68' | Протокол | Хуміс 21', 74' |

| Юнак, Софія Глядачів: 12,000 Арбітр: Константин Редулеску (Румунія) |

| 17 червня 1935 |

| Румунія | 0 — 2    | Югославія}                 |
| ------- | -------- | -------------------------- |
|         | Протокол | Мар'янович 33' Секулич 56' |

| Юнак, Софія Глядачів: 10,000 Арбітр: Ставрос Хацопулос (Греція) |

| 19 червня 1935 |

| Болгарія                                                | 4 — 0    | Румунія |
| ------------------------------------------------------- | -------- | ------- |
| Лозанов 11' Йорданов 33' Пешев 49' Сукітулеску 62' (аг) | Протокол |         |

| Юнак, Софія Глядачів: 10,000 Арбітр: Ставрос Хацопулос (Греція) |

| 21 червня 1935 |

| Греція       | 1 — 6    | Югославія                                                         |
| ------------ | -------- | ----------------------------------------------------------------- |
| Балтасіс 49' | Протокол | Живкович 31', 70' Мар'янович 33' Вуядинович 49' Глишович 81', 83' |

| Юнак, Софія Глядачів: 5,000 Арбітр: Нікола Досев (Болгарія) |

| 24 червня 1935 |

| Греція         | 2 — 2    | Румунія              |
| -------------- | -------- | -------------------- |
| Хуміс 10', 15' | Протокол | Бодола 26' Груін 26' |

| Васил Левський, Софія Глядачів: 1,000 Арбітр: Нікола Досев (Болгарія) |

| 24 червня 1935 |

| Болгарія              | 3 — 3    | Югославія                         |
| --------------------- | -------- | --------------------------------- |
| Ангелов 25', 28', 66' | Протокол | Мар'янович 2' Вуядинович 19', 75' |

| Юнак, Софія Глядачів: 25,000 Арбітр: Ставрос Хацопулос (Греція) |